# Benjamin Rass
Benjamin Rass (* 30. Oktober 2001) ist ein österreichischer Fußballspieler.

## Karriere
Rass begann seine Karriere beim ASK Ybbs. Zur Saison 2017/18 rückte er in den Kader der ersten Mannschaft von Ybbs. In eineinhalb Jahren kam er zu 24 Einsätzen in der fünftklassigen 2. Landesliga, in denen er zwei Tore erzielte. Im Jänner 2019 wechselte der Stürmer zum viertklassigen SCU Ardagger. In einem Jahr in Ardagger absolvierte er 23 Partien in der Landesliga und erzielte dabei drei Tore. Im Jänner 2020 kehrte er nach Ybbs zurück, für den ASK kam er allerdings aufgrund des COVID-bedingten Saisonabbruchs nie mehr zum Einsatz.
Zur Saison 2020/21 schloss Rass sich dem Zweitligisten SKU Amstetten an. In seiner ersten Saison in Amstetten spielte er allerdings ausschließlich für die sechstklassigen Amateure, für die er bis zum Saisonabbruch im Amateurbereich zu acht Einsätzen in der Gebietsliga kam, in denen er sechsmal traf. Im August 2021 debütierte er schließlich für die Profis der Niederösterreicher in der 2. Liga, als er am dritten Spieltag der Saison 2021/22 gegen den SK Vorwärts Steyr in der 85. Minute für Can Kurt eingewechselt wurde. Dies blieb sein einziger Zweitligaeinsatz für den SKU, nach der Saison 2021/22 verließ er den Klub und wechselte zum Regionalligisten Kremser SC.

## Persönliches
Sein Bruder Dominic (* 1993) ist ebenfalls Fußballspieler.